# Plagiolepis ampeloni
Plagiolepis ampeloni é uma espécie de insecto da família Formicidae.
É endémica de Austria.